# سپتامبر (فیلم ۲۰۰۳)
«سپتامبر» (انگلیسی: September) یک فیلم است که در سال ۲۰۰۳ منتشر شد.